# Вонхо
Ли Хосок (кор. 이호석?, 李虎錫?; род. 1 марта 1993 года, Сеул, Республика Корея), известен под сценическим псевдонимом Вонхо (кор. 원호?, 元虎?), — южнокорейский певец и продюсер из Highline Entertainment. Является бывшим участником мужской группы Monsta X. Вонхо дебютировал сольно 4 сентября 2020 года с мини-альбомом Love Synonym Pt.1: Right for Me.

## Биография

### Ранняя жизнь
До своего официального дебюта Вонхо вместе с коллегами по лейблу #Gun, Шону и Чжухоном входил в проектную группу Nu Boyz, созданную Starship Entertainment в августе 2014 года. Участники группы загрузили несколько треков на YouTube-канал своей компании и выступили на открытии концерта Starship X 5 декабря 2014 года.
В конце декабря Starship Entertainment и Mnet объявили шоу под названием «No.Mercy». В финальном эпизоде шоу Вонхо был выбран вместе с шестью другими участниками, включая Шону и Чжухона (бывших участников Nu Boyz), в качестве участника нового бойз-бенда Starship Entertainment Monsta X.

### 2015—2019: Monsta X

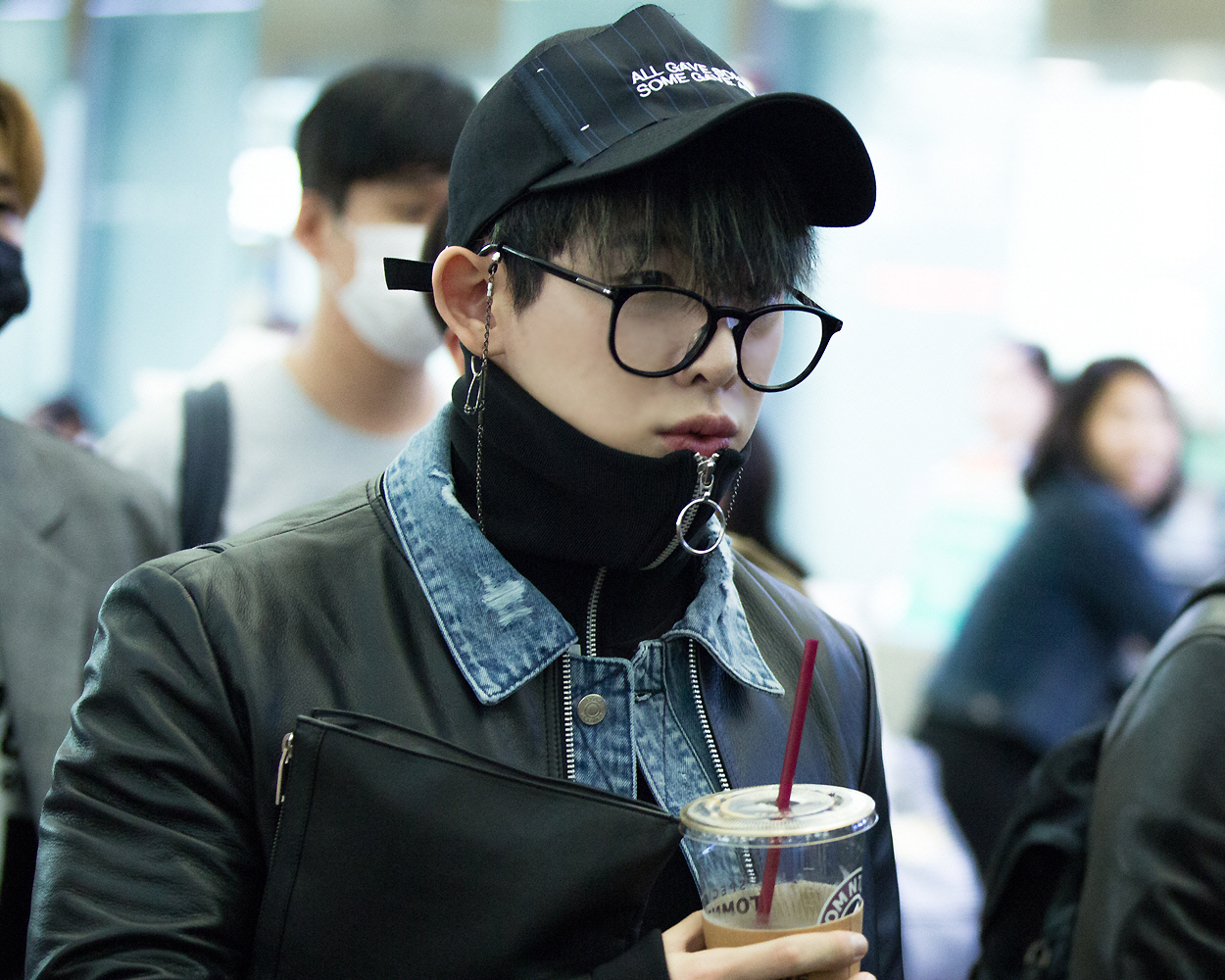
Вонхо в 2017 году

Вонхо дебютировал в мужской группе Monsta X, 14 мая 2015 года с мини-альбомои Trespass. Вонхо был вокалистом в группе, а начиная с 2017 года регулярно участвовал в написании, сочинении и аранжировке песен для группы.
31 октября 2019 года Starship Entertainment объявили об уходе Вонхо из Monsta X в связи с обвинениями в его адрес, после того, как в социальных сетях появились слухи о незаконном употреблении марихуаны.
14 марта 2020 года Starship Entertainment опубликовали официальное заявление, в котором сообщалось, что расследование, проведенное группой по расследованию наркотиков Управления столичной полиции Сеула, было завершено; с Вонхо были сняты все обвинения, а слухи оказались ложными.

### 2020—2021: Сольный дебют сLove Synonym Pt.1: Right for Me, первый концерт,Love Synonym Pt.2: Right for UsиBlue Letter
10 апреля Вонхо подписал контракт с Highline Entertainment, дочерней компанией Starship Entertainment, в качестве сольного артиста. Агентство объявило, что он будет продвигаться как сольный артист и продюсер. 6 мая компания Maverick сообщила в Твиттере, что подписала с Вонхо соглашение об управлении его международной деятельностью.
9 августа Вонхо объявил о выпуске своего первого сольного альбома Love Synonym Pt.1: Right for Me. 14 августа Вонхо выпустил предрелизный англоязычный сингл «Losing You», а также музыкальное видео на него. «Losing You» получила высокую оценку за то, что продемонстрировала всестороннюю музыкальность Вонхо, включая его вокал, участие в написании песен, сочинении и продюсировании песни. Альбом был выпущен 4 сентября с заглавным синглом «Open Mind». В тот же день Вонхо провел свой шоукейс, организованный на канале V Live.
Вонхо провел свой первый сольный концерт 27 сентября. Из-за ограничений COVID-19 концерт проходил в режиме онлайн на потоковой платформе LiveXLive. На своем концерте Вонхо объявил о своем первом возвращении с новым мини-альбомом, который первоначально планировалось выпустить к концу 2020 года, но дата не была определена. На своем концерте он предварительно выпустил песню из предстоящего альбома «Flash».
26 февраля 2021 года Вонхо выпустил второй мини-альбом Love Synonym Pt.2: Right for Us. Пять песен с альбома дебютировали в мировом чарте цифровых продаж песен Billboard, заняв двадцать процентов всего мирового чарта песен за эту неделю.
Он провел онлайн-концерт Weneedlove через LiveXLive 28 марта. Во время концерта Вонхо объявил о возвращении летом.
В мае Вонхо выпустил музыкальное видео на песню «Ain’t About You» со своего второго альбома при участии с Kiiara.
15 июня его американский менеджер объявил о запуске нового лейбла Intertwine в партнерстве с BMG. Monsta X и Вонхо — первые два артиста, участвовавшие в партнерстве.
В июле было объявлено, что Вонхо выпустит свой дебютный японский сингл 27 октября с ведущим синглом «On the Way~Embrace~», у которого будет предварительный сингл 4 августа, японская версия песни «Lose».
Вонхо выпустил свой третий мини-альбом Blue Letter 14 сентября с заглавным треком «Blue».
1 декабря Wonho выпустил японский цифровой сингл «White Miracle».

### 2022:Facade, первый мюзикл и первый соло тур
16 февраля состоялся камбэк Вонхо с первым сингл-альбомом Obsession, с заглавным треком «Eye On You».
В мае Вонхо стал эксклюзивной моделью комплексного диетического продукта с двойной рецептурой Cent Double.
13 июня Вонхо выпустил свой третий мини-альбом Facade с заглавным треком «Crazy».
С 3 июня по 24 июля Вонхо выступал в своем первом мюзикле «Equal», работе, которая размышляет о сегодняшних хаотичных временах, вызванных пандемиями и теориями заговора. Действие работы происходит в Европе 17-го века, где свирепствовали охоты на ведьм и еретиков. Это пьеса для двоих, в которой воплощена метафора эпохи COVID-19 с отчаянными желаниями и запутанными судьбами Николы и Тео, двух друзей, движимых страхом смерти и крайним одиночеством. Вонхо сыграет Тео, яркого и жизнерадостного сельского врача, который изо всех сил пытается спасти своего друга Николу, умирающего от неизлечимой болезни.
6 июля Highline опубликовали постер и расписание первого европейского тура Вонхо «Facade» в его официальной социальной сети. Согласно расписанию, опубликованному вместе с афишей, он будет в Мюнхене и Оберхаузене, Германия, 28 и 31 августа соответственно; в Мадриде, Испания, 2 сентября и Лондоне, Англия, 4 сентября.
19 августа Вонхо выпустил промо-сингл «Don't hesitate» на Universe Music для мобильного приложения Universe.
В сентябре Вонхо готовился к выпуску своего второго сингл-альбома Bittersweet, который выйдет 14 октября, с заглавным треком «Don't Regret».
22 ноября 2024 года Вонхо выпустил английский сингл «What Would You Do», что ознаменовало его возвращение на сцену после службы в армии, после этого стало известно, что Вонхо собирается в тур-фанмиттинг по США, который продлится с 4 по 19 декабря. Тур пройдёт в рамках выступлений артиста на iHeartRadio Jingle Ball.

## Личная жизнь
Вонхо поступил на обязательную военную службу в качестве государственного служащего, 5 декабря 2022 года. Вонхо завершил службу в армии 4 сентября 2024 года.

## Дискография

### Мини-альбомы
| Название                                                                                | Подробности | Наивысшая позиция в чарте | Наивысшая позиция в чарте | Наивысшая позиция в чарте | Наивысшая позиция в чарте | Продажи                     |
| Название                                                                                | Подробности | KOR                       | JPN                       | UK Down.                  | US World                  | Продажи                     |
| --------------------------------------------------------------------------------------- | --- | ------------------------- | ------------------------- | ------------------------- | ------------------------- | --------------------------- |
| Love Synonym Pt.1: Right for Me                                                         | - Выпущено: 4 сентября, 2020 года - Лейбл: Highline Entertainment - Форматы: CD, digital download, streaming audio  | 1                         | 8                         | 31                        | 9                         | - KOR: 146,068 - JPN: 5,363 |
| Love Synonym Pt.2: Right for Us                                                         | - Выпущено: 26 февраля, 2021 года - Лейбл: Highline Entertainment - Форматы: CD, digital download, streaming audio  | 2                         | 27                        | 62                        | —                         | - KOR: 105,084 - JPN: 2,275 |
| Blue Letter                                                                             | - Выпущено: 14 сентября, 2021 года - Лейбл: Highline Entertainment - Форматы: CD, digital download, streaming audio | 5                         | —                         | —                         | —                         | - KOR: 78,758               |
| Facade                                                                                  | - Выпущено: 13 июня, 2022 года - Лейбл: Highline Entertainment - Форматы: CD, digital download, streaming audio     | 8                         | —                         | —                         | —                         | - KOR: 53,251               |
| "—" обозначает релизы, которые не попали в чарты или не были выпущены в данном регионе. | |                           |                           |                           |                           |                             |

### Сингл-альбомы
| Название    | Подробности | Наивысшая позиция в чарте | Продажи       |
| Название    | Подробности | KOR                       | Продажи       |
| ----------- | --- | ------------------------- | ------------- |
| Obsession   | - Выпущено: 16 февраля, 2022 года - Лейбл: Highline Entertainment - Форматы: CD, digital download, streaming audio | 3                         | - KOR: 74,154 |
| Bittersweet | - Выпущено: 14 октября, 2022 года - Лейбл: Highline Entertainment - Форматы: CD, digital download, streaming audio | 11                        | - KOR: 57,464 |

### Синглы

#### Как главный артист
| Название                                                                                | Год       | Наивысшая позиция в чарте | Наивысшая позиция в чарте | Наивысшая позиция в чарте | Наивысшая позиция в чарте | Продажи             | Альбом                          |
| Название                                                                                | Год       | KOR DL                    | KOR BGM                   | JPN                       | US World                  | Продажи             | Альбом                          |
| Корейский                                                                               | Корейский | Корейский                 | Корейский                 | Корейский                 | Корейский                 | Корейский           | Корейский                       |
| --------------------------------------------------------------------------------------- | --------- | ------------------------- | ------------------------- | ------------------------- | ------------------------- | ------------------- | ------------------------------- |
| «Losing You»                                                                            | 2020      | —                         | —                         | н/д                       | —                         | Нераскрыто          | Love Synonym Pt.1: Right for Me |
| «Open Mind»                                                                             | 2020      | 15                        | —                         | н/д                       | 4                         | Нераскрыто          | Love Synonym Pt.1: Right for Me |
| «Lose»                                                                                  | 2021      | 16                        | —                         | н/д                       | 5                         | Нераскрыто          | Love Synonym Pt.2: Right for Us |
| «Blue»                                                                                  | 2021      | 30                        | 67                        | н/д                       | 14                        | Нераскрыто          | Blue Letter                     |
| «Eye on You»                                                                            | 2022      | 40                        | 57                        | н/д                       | 9                         | Нераскрыто          | Obsession                       |
| «Crazy»                                                                                 | 2022      | 17                        | —                         | н/д                       | —                         | Нераскрыто          | Facade                          |
| «Don't Regret»                                                                          | 2022      | 33                        | —                         | н/д                       | —                         | Нераскрыто          | Bittersweet                     |
| «Steps»                                                                                 | 2024      | —                         | —                         | н/д                       | —                         | Нераскрыто          | Кровавый роман OST Part 4       |
| Японский                                                                                |           |                           |                           |                           |                           |                     |                                 |
| «Lose»                                                                                  | 2021      | —                         | —                         | 15                        | —                         | - JPN: 4,114 (Физ.) | On the Way ～Embrace～          |
| «On the Way ～Embrace～»                                                                | 2021      | —                         | —                         | 15                        | —                         | - JPN: 4,114 (Физ.) | On the Way ～Embrace～          |
| «White Miracle»                                                                         | 2021      | —                         | —                         | —                         | —                         | Нераскрыто          | Неальбомный сингл               |
| Английский                                                                              |           |                           |                           |                           |                           |                     |                                 |
| «What Would You Do»                                                                     | 2024      | —                         | —                         | —                         | —                         | Нераскрыто          | Неальбомный сингл               |
| "—" обозначает релизы, которые не попали в чарты или не были выпущены в данном регионе. |           |                           |                           |                           |                           |                     |                                 |

#### Как гостевой артист
| Название                                                    | Год  | Наивысшая позиция в чарте | Продажи       | Альбом              |
| Название                                                    | Год  | KOR                       | Продажи       | Альбом              |
| ----------------------------------------------------------- | ---- | ------------------------- | ------------- | ------------------- |
| «0 (Young)» (Ким Джуён, Mad Clown и Giriboy совм. No.Mercy) | 2015 | 71                        | - KOR: 43,760 | No.Mercy OST Part 3 |

#### Промо-синглы
| Название         | Год  | Альбом               |
| ---------------- | ---- | -------------------- |
| «Don't hesitate» | 2022 | Не связан с альбомом |

#### Другие песни, вошедшие в чарты
| Название                               | Год  | Наивысшая позиция в чарте | Альбом                          |
| Название                               | Год  | US World                  | Альбом                          |
| -------------------------------------- | ---- | ------------------------- | ------------------------------- |
| «Ain't About You» (совместно с Kiiara) | 2021 | 18                        | Love Synonym Pt.2: Right for Us |
| «Devil»                                | 2021 | 22                        | Love Synonym Pt.2: Right for Us |
| «Weneed»                               | 2021 | 23                        | Love Synonym Pt.2: Right for Us |
| «Flash»                                | 2021 | 25                        | Love Synonym Pt.2: Right for Us |

### Музыкальные видео
| Название               | Год       | Артист             | Режиссёр                       | Ист       |
| Корейский              | Корейский | Корейский          | Корейский                      | Корейский |
| ---------------------- | --------- | ------------------ | ------------------------------ | --------- |
| «Losing You»           | 2020      | Вонхо              | Чхве Ен Чжи (PinkLabel Visual) | [ 69 ]    |
| «Open Mind»            | 2020      | Вонхо              | Ким Мин У (Desert Beagle)      | [ 70 ]    |
| «Lose»                 | 2021      | Вонхо              | Tankboyandidle                 | [ 71 ]    |
| «Ain't About You»      | 2021      | Wonho совм. Kiiara | Чхве Ен Чжи (PinkLabel Visual) | [ 72 ]    |
| «Blue»                 | 2021      | Вонхо              | Ким Мин У (Tankboyandidle)     | [ 73 ]    |
| «Eye On You»           | 2022      | Вонхо              | Naive Creative Production      | [ 74 ]    |
| «Crazy»                | 2022      | Вонхо              | Со Дон Хек (Flipevil)          | [ 75 ]    |
| «Don't hesitate»       | 2022      | Вонхо              | Novv Kim                       | [ 76 ]    |
| «Don't Regret»         | 2022      | Вонхо              | Со Дон Хек (Flipevil)          | [ 77 ]    |
| Японский               |           |                    |                                |           |
| «On the Way ~Embrace~» | 2021      | Вонхо              | Ink                            | [ 78 ]    |

## Фильмография

### Телевизионные шоу
| Год       | Телеканал | Название                      | Роль                | Примечания                                  | Ссылка |
| --------- | --------- | ----------------------------- | ------------------- | ------------------------------------------- | ------ |
| 2014–2015 | Mnet      | No.Mercy                      | Участник            | 5-й участник, объявленый в составе Monsta X | [ 3 ]  |
| 2022      | н/д       | Idol Challenge: Another Class | Специальный ведущий | 2-й сезон                                   | [ 79 ] |

### Радио-шоу
| Год  | Название        | Роль | Ист    |
| ---- | --------------- | ---- | ------ |
| 2021 | On Air Spin-off | DJ   | [ 80 ] |

### Появление в музыкальных видео
| Год  | Название   | Артист | Примечание                           | Ист.   |
| ---- | ---------- | ------ | ------------------------------------ | ------ |
| 2015 | «Shake It» | Sistar | С Шону, Кан Кёнсаном и Чхве Хёнсоком | [ 81 ] |

## Мюзиклы
| Год  | Название | Роль | Ист.   |
| ---- | -------- | ---- | ------ |
| 2022 | Equal    | Тео  | [ 31 ] |

## Автор песен
Все права адаптированы Корейской ассоциацией авторских прав на музыку, если не указано иное.
| Год  | Артист   | Песня                                                    | Альбом                                      | Текст | Текст                                                                        | Музыка | Музыка                                                                         | Аранжировка | Аранжировка                                         |
| Год  | Артист   | Песня                                                    | Альбом                                      | Титры | Совместно                                                                    | Титры  | Совместно                                                                      | Титры       | Совместно                                           |
| ---- | -------- | -------------------------------------------------------- | ------------------------------------------- | ----- | ---------------------------------------------------------------------------- | ------ | ------------------------------------------------------------------------------ | ----------- | --------------------------------------------------- |
| 2015 | Monsta X | «Steal Your Heart»                                       | Trespass                                    | Yes   | Чжухон, Им Чангюн, Rhymer                                                    | No     | н/д                                                                            | No          | н/д                                                 |
| 2017 | Monsta X | «Oi»                                                     | The Clan Pt. 2.5: The Final Chapter         | Yes   | Чжухон, Им Чангюн, Brother Su                                                | Yes    | Brother Su, JJB, XEPY, Vo3e                                                    | No          | н/д                                                 |
| 2017 | Monsta X | «5:14 (Last Page)»                                       | The Clan Pt. 2.5: The Final Chapter         | Yes   | Чжухон, Им Чангюн                                                            | No     | н/д                                                                            | No          | н/д                                                 |
| 2017 | Monsta X | «넌 어때» (I'll Be There)                                | The Clan Pt. 2.5: The Final Chapter         | Yes   | Чжухон, Им Чангюн                                                            | Yes    | JJB                                                                            | Yes         | JJB                                                 |
| 2017 | Monsta X | «From Zero»                                              | The Code                                    | Yes   | Чжухон, Им Чангюн, Brother Su                                                | Yes    | Rich Jang                                                                      | Yes         | Rich Jang                                           |
| 2018 | Monsta X | «If Only»                                                | The Connect: Dejavu                         | Yes   | Чжухон, Им Чангюн, Rich Jang                                                 | Yes    | Rich Jang                                                                      | Yes         | Rich Jang                                           |
| 2018 | Monsta X | «Heart Attack»                                           | Take.1 Are You There?                       | Yes   | Чжухон, Им Чангюн                                                            | No     | н/д                                                                            | No          | н/д                                                 |
| 2018 | Monsta X | «I Do Love U (널하다)»                                   | Take.1 Are You There?                       | Yes   | Чжухон, Им Чангюн, Кюхён, Минхёк                                             | Yes    | An Seong-hyeon, Shin Ki-hyun                                                   | Yes         | An Seong-hyeon, Shin Ki-hyun                        |
| 2018 | Monsta X | «Spotlight (Korean Ver.)»                                | Take.1 Are You There?                       | Yes   | Чжухон, Им Чангюн                                                            | No     | н/д                                                                            | No          | н/д                                                 |
| 2019 | Monsta X | «No Reason»                                              | Take.2 We Are Here                          | Yes   | Чжухон, Им Чангюн, Brother Su                                                | Yes    | Brother Su, An Seong-hyeon, Shin Ki-hyun                                       | Yes         | An Seong-hyeon, Shin Ki-hyun                        |
| 2019 | Monsta X | «Mirror»                                                 | Follow: Find You                            | Yes   | Чжухон, Им Чангюн, Brother Su                                                | Yes    | Brother Su, An Seong-hyeon, Shin Ki-hyun                                       | No          | н/д                                                 |
| 2020 | Monsta X | «Who Do U Love? (will.i.am remix; feat. French Montana)» | All About Luv                               | Yes   | Френч Монтана, Monsta X, Джейк Торри, Конрад Ноа Патрик, Хениг Даниэль Дорон | Yes    | French Montana, Monsta X, Torrey Jake, Conrad Noah Patrick, Henig Daniel Doron | No          | н/д                                                 |
| 2020 | Monsta X | «Middle of the Night»                                    | All About Luv                               | No    | н/д                                                                          | Yes    | Monsta X, Payami Ali, Mitchell John Lathrop                                    | No          | н/д                                                 |
| 2020 | Monsta X | «Breathe For You»                                        | Monsta X's Puppy Day (Web Reality Show) OST | Yes   | Чжухон, Им Чангюн                                                            | No     | н/д                                                                            | No          | н/д                                                 |
| 2020 | Вонхо    | «Open Mind»                                              | Love Synonym Pt.1: Right for Me             | Yes   | Ли Сыран                                                                     | No     | н/д                                                                            | No          | н/д                                                 |
| 2020 | Вонхо    | «I Just»                                                 | Love Synonym Pt.1: Right for Me             | Yes   | Savage House Gang, An Seon-yong, Post Gothic                                 | Yes    | Savage House Gang, An Seon-yong, Post Gothic                                   | Yes         | Savage House Gang, An Seon-yong, Post Gothic        |
| 2020 | Вонхо    | «Lost in Paradise»                                       | Love Synonym Pt.1: Right for Me             | Yes   | Savage House Gang, An Seon-yong, Post Gothic                                 | Yes    | Savage House Gang, An Seon-yong, Post Gothic                                   | Yes         | Savage House Gang, An Seon-yong, Post Gothic        |
| 2020 | Вонхо    | «Interlude: Runway»                                      | Love Synonym Pt.1: Right for Me             | No    | н/д                                                                          | Yes    | Savage House Gang                                                              | Yes         | Savage House Gang                                   |
| 2020 | Вонхо    | «Losing You»                                             | Love Synonym Pt.1: Right for Me             | Yes   | Corey Sanders, Jon Maguire, Neil Ormandy, Nick Gale                          | Yes    | Corey Sanders, Jon Maguire, Neil Ormandy, Nick Gale                            | Yes         | Corey Sanders, Jon Maguire, Neil Ormandy, Nick Gale |
| 2021 | Вонхо    | «Lose»                                                   | Love Synonym Pt.2: Right for Us             | Yes   | Brother Su, Noah Conrad, Tony Ferrari, Roland Spreckley                      | No     | н/д                                                                            | Yes         | Stereo14                                            |
| 2021 | Вонхо    | «Best Shot»                                              | Love Synonym Pt.2: Right for Us             | Yes   | Savage House Gang, An Seon-yong                                              | Yes    | Savage House Gang, An Seon-yong                                                | Yes         | Savage House Gang, An Seon-yong                     |
| 2021 | Вонхо    | «Weneed»                                                 | Love Synonym Pt.2: Right for Us             | Yes   | Savage House Gang, An Seon-yong                                              | Yes    | Savage House Gang, An Seon-yong                                                | Yes         | Savage House Gang, An Seon-yong                     |
| 2021 | Вонхо    | «Flash»                                                  | Love Synonym Pt.2: Right for Us             | Yes   | 1 Hz, Vendors, Brother Su                                                    | Yes    | 1 Hz, Vendors, Brother Su                                                      | Yes         | 1 Hz, Vendors, Brother Su                           |
| 2021 | Вонхо    | «Outro: And»                                             | Love Synonym Pt.2: Right for Us             | No    | н/д                                                                          | Yes    | Savage House Gang                                                              | Yes         | Savage House Gang                                   |
| 2021 | Вонхо    | «Intro: Seasons and Patterns»                            | Blue Letter                                 | No    | н/д                                                                          | Yes    | Savage House Gang                                                              | Yes         | Savage House Gang                                   |
| 2021 | Вонхо    | «Blue»                                                   | Blue Letter                                 | Yes   | Savage House Gang, Sun Ahn, Brother Su                                       | Yes    | Savage House Gang, Sun Ahn                                                     | Yes         | Savage House Gang, Sun Ahn                          |
| 2021 | Вонхо    | «No Text No Call»                                        | Blue Letter                                 | Yes   | Savage House Gang, Sun Ahn                                                   | Yes    | Savage House Gang, Sun Ahn                                                     | Yes         | Savage House Gang, Sun Ahn                          |
| 2021 | Вонхо    | «Come Over Tonight»                                      | Blue Letter                                 | Yes   | Savage House Gang, Sun Ahn                                                   | Yes    | Savage House Gang, Sun Ahn, Oshimaxx                                           | Yes         | Savage House Gang, Sun Ahn                          |
| 2021 | Вонхо    | «24/7»                                                   | Blue Letter                                 | Yes   | Savage House Gang, Sun Ahn                                                   | Yes    | Savage House Gang, Sun Ahn                                                     | Yes         | Savage House Gang, Sun Ahn                          |
| 2021 | Вонхо    | «Stranger»                                               | Blue Letter                                 | Yes   | Savage House Gang, Sun Ahn                                                   | Yes    | Savage House Gang, Sun Ahn                                                     | Yes         | Savage House Gang, Sun Ahn                          |
| 2021 | Вонхо    | «Blue» (English version)                                 | Blue Letter                                 | Yes   | Savage House Gang, Sun Ahn                                                   | Yes    | Savage House Gang, Sun Ahn                                                     | Yes         | Savage House Gang, Sun Ahn                          |
| 2022 | Вонхо    | «Eye On You»                                             | Obsession                                   | Yes   | Savage House Gang, Sun Ahn, Brother Su                                       | Yes    | Savage House Gang, Sun Ahn                                                     | Yes         | Savage House Gang, Sun Ahn                          |
| 2022 | Вонхо    | «Somebody»                                               | Obsession                                   | Yes   | Savage House Gang, Sun Ahn                                                   | Yes    | Savage House Gang, Sun Ahn                                                     | Yes         | Savage House Gang, Sun Ahn                          |
| 2022 | Вонхо    | «Intro: 9AM»                                             | Facade                                      | No    | н/д                                                                          | Yes    | Enan                                                                           | Yes         | Enan                                                |
| 2022 | Вонхо    | «Crazy»                                                  | Facade                                      | Yes   | Enan, Sun Ahn, Brother Su                                                    | Yes    | Enan, Sun Ahn                                                                  | Yes         | Enan, Sun Ahn                                       |
| 2022 | Вонхо    | «Close»                                                  | Facade                                      | Yes   | Enan, Sun Ahn                                                                | Yes    | Enan, Sun Ahn                                                                  | Yes         | Enan, Sun Ahn                                       |
| 2022 | Вонхо    | «White Miracle» (Korean version)                         | Facade                                      | Yes   | Enan, Sun Ahn                                                                | Yes    | Enan, Sun Ahn                                                                  | Yes         | Enan, Sun Ahn                                       |
| 2022 | Вонхо    | «Outro: 9PM»                                             | Facade                                      | No    | н/д                                                                          | Yes    | Enan                                                                           | Yes         | Enan                                                |

## Туры и концерты

### Американские туры
- WELCOME BACK WENEE (2024)[84]

### Европейские туры
- Facade European Tour (2022)[85]

### Оффлайн концерты
- We Are Young (2021)[86]
- Everyday Christmas (2022)[87]

### Виртуальные концерты
- IWonhoYou (2020)[88]
- WeNeedLove (2021)[89]

## Награды и номинации
| Награда             | Год  | Категория                                     | Получатель                      | Результат | Ист.   |
| ------------------- | ---- | --------------------------------------------- | ------------------------------- | --------- | ------ |
| Asia Artist Awards  | 2021 | Лучший музыкант                               | Wonho                           | Победа    | [ 90 ] |
| Asia Artist Awards  | 2021 | Награда за популярность — мужской соло-артист | Wonho                           | Номинация | [ 91 ] |
| Golden Disc Awards  | 2021 | Альбом Бонсан                                 | Love Synonym Pt.1: Right for Me | Номинация | [ 92 ] |
| Hanteo Music Awards | 2021 | Артист — мужской соло-артист (ТОП-3)          | Wonho                           | Победа    | [ 93 ] |